# 磯部修三
磯部 修三（いそべ しゅうぞう、1940年4月15日 - ）は、高校野球の指導者、高校・大学教員。 1978年、浜松商業高校、2007年には、常葉菊川高校野球部を、それぞれ選抜高等学校野球大会全国優勝に導いた。

## 経歴
静岡県生まれ。1959年、静岡県立静岡高等学校卒業。神戸大学卒業。
1965年、掛川西高校社会科教諭・野球部副部長、1972年、浜松商業高校社会科教諭・野球部監督に就任。1978年、センバツ大会優勝。1980年、選手権大会8強。1984年3月で浜松商業高校を退任後、浜松南高校社会科教諭を経て、磐田南高校社会科教諭・野球部監督を務めた。
その後は一時、野球部の指導から離れ、県教育研究所指導主事・浜名高校教頭、磐田北高校教頭など歴任した。
2000年4月から常葉学園短期大学教授（社会学）・常葉学園菊川高校野球部監督に就任。2004年、センバツ大会出場。2006年夏、同部総監督に就任。2007年3月、センバツ大会で常葉学園菊川高校を優勝に導き、退任。2013年4月から浜松開誠館高校野球部監督を務め、2017年3月に勇退した（後任は部長の佐野心）。
静高同期に野球部からプロ入りした植野浩史がいるが、磯部自身は野球部に所属していない。

## 著書
- 『バントからフルスイングへ : 高校球児たちと目指した栄光の甲子園』ひくまの出版 2007.6[4]